# Pyrrhospora
Pyrrhospora Körb. (maranka) – rodzaj grzybów z rodziny misecznicowatych (Lecanoraceae). Ze względu na współżycie z glonami zaliczany jest do grupy porostów.

## Systematyka i nazewnictwo
Pozycja w klasyfikacji według Index Fungorum: Lecanoraceae, Lecanorales, Lecanoromycetidae, Lecanoromycetes, Pezizomycotina, Ascomycota, Fungi.
Nazwa polska według W. Fałtynowicza.

## Niektóre gatunki
- Pyrrhospora cinnabarina (Sommerf.) M. Choisy 1950 – maranka cynobrowa, kulistka cynobrowa
- Pyrrhospora quernea (Dicks.) Körb. 1855 – maranka dębowa, kulistka dębowa
- Pyrrhospora rubiginans (Nyl.) P. James & Poelt 1981

Nazwy naukowe na podstawie Index Fungorum. Uwzględniono tylko taksony zweryfikowane. Nazwy polskie według W. Fałtynowicza.